# 100 книжок для сільської бібліотеки
«100 книжок для сільської бібліотеки» — соціальний рух, метою якого є наповнення книжками сільських бібліотек України. Організатори акції приймають книжки у тих, хто хоче поділитися ними, та переправляють їх до сільських бібліотек. Започаткований письменницею Мілою Іванцовою в лютому 2012 року в Києві; підхоплений Харковом, Одесою, Вінницею, Полтавою та Львовом.
На заклик Міли Іванцової поділитися прочитаними книжками із сільськими бібліотеками, опублікований в соцмережі, одразу відгукнулася письменниця Ірен Роздобудько з чоловіком Ігорем Жуком, які віддали кілька десятків книг. Долучилися також письменники Леся Воронина, Галина Вдовиченко, Олександр Єсаулов, письменницьке подружжя Шевченків, родина Олександра Ірванця, письменниця Євганія Пірог, поетка Оксамитка Блажевська. Зголосилися допомогти і київські книгарня Читайка на Петрівці (Вікторія Руденок), книгарня на вул. Пушкінській, 8-А (Любов Трофімова) та Київський бібліотечний колектор. Вони поділилися своїми книжками і встановили спеціальні підписані коробки, де відвідувачі можуть залишати принесені для доброї справи книги.
Першою в рамках акції отримала книжки бібліотека села Михайло-Коцюбинського. Починаючи з лютого 2012 було відправлено по 200—300 книжок у 47 сільських бібліотек Чернігівської, Полтавської, Черкаської, Вінницької, Харківської, Херсонської області.
В рамках акції книги відправлено:
- з Києва у 33 бібліотеки: с. Михайло-Коцюбинське (Чернігівська обл), р.центр Кобеляки, р.центр Козельщина, с. Бродщина, с. Шенгури, с. Морози (Полтавська обл.), с. Вільховатка (Полтавська обл.), с. Гірка Полонка (Волинська обл.), м. Христинівка (Черкаська обл.), с. Мощун (Київська обл.), Нові Петрівці (Київська обл.), Старі Петрівці (Київська обл.), с. Колоденка (Рівненська обл.), с. Дубечне (Волинська обл, Старовижівський р-н), м. Канів (Черкаська обл.)дитяча бібліотека; с. Коваленківка, с. Мартинівка, с. Комендантівка, с. Орлик, Радянське, Лівобережна Сокілка, Іванівка, с. Лучки, Григоро-Бригадирівка, Котовське, бібліотека Регіонально-ландшафтного парку «Нижньоворсклянський» (Полтавська обл. Кобеляцький р-н), м. Харків (Клуб юних моряків — профільна література), смт Довбиш Житомирської обл. спеціалізована школа-інтернат, м. Долина (Івано-Франківської обл.), Будинок Ветеранів Сцени (Київ, Пуща-Водиця), с. Мідянівка (Полтавська обл. Кобеляцький р-н), с. Лютіж (Київська область, Вишгородський р-н), с. Тарасівка (Миколаївська обл., Первомайський р-н), с. Підстепне (Херсонська обл., Цюрупинський р-н), с. Нестерівка (Маньківський р-н Черкаська обл.), Дитячий будинок м. Гадяч (Полтавська обл.), с. Гудими та с. Андріяшівка (Роменський р-н, Сумська обл.), с. Сухинівка (Кобеляцький р-н, Полтавська обл.), с. Вовчинець (Козятинський р-н Вінницька обл.), м. Мена (Чернігівська обл.), с. Хорли (Каланчацький р-н Херсонська обл.), с. Новопавлівка (Каланчацький р-н Херсонська обл.), с. Лишня (Макарівський р-н, Київська обл.), с. Калінінське (Великоолексадрівський р-н, Херсонська обл.), с. Куковичи (Менський р-н Чернігівська обл.), с. Василівка (Кобеляцький р-н, Полтавська обл.) с. Висока Вакулівка (Козельщинський р-н Полтавської обл)
- З Одеси — колонія № 51 в Одесі, дві бібліотеки смт Іванівка, с. Петродолинське (Одеська обл.), с. Новопавлівка (Херсонська обл.), м. Теплодар Одеської області,
- з Вінниці в с. Юрівка, (Козятинського району Вінницької обл.), с. Адамівка (Вінницька обл.).
- з Харкова в с. Сковородинівка (Золочівського р-ну Харківської обл.), с. Кіндрашівка (Куп'янського р-ну Харківської обл.), с. Руські Тишки (Харківського р-ну Харківської обл.), с. Дворічна (Харківської обл.).
- зі Львова в Будинок престарілих у Львові, в с. Нижанковичі Старосамбірського р-ну, с. Мігове, с. Біле Перемишлянського р-ну, с. Солянуватка та Княжпіль Старосамбірського р-ну, м. Добромиль (бібліотека для дорослих), смт. Верховина Івано-Франківської обл., с. Дубаневичі, Городоцький р-н, с. Боневичи (Старосамбірський р-н), с. Тернава (Старосамбірський р-н), м. Старий Самбір.
- з Дніпра в с. Маломихайлівка (Покровський район)

Джерело інформації: Інформація походить зі звітів у групі «100 книжок для сільської бібліотеки» в соцмережі Фейсбук, яка в хронологічному порядку віддзеркалює хід цього соціального проекту та підтверджує факти фотознімками з місць збору та отримання книжок у сільських бібліотеках та відгуками учасників акції.